# 旗本寄合席
旗本寄合席（はたもとよりあいせき）は、江戸幕府の3,000石以上の上級旗本無役者・布衣以上の退職者（役寄合）の家格。正しくは、寄合という。旗本の家格にはほかに高家・小普請組がある。若年寄支配。交代寄合は旗本寄合席に含まれ、寄合御役金を支払うが、老中支配である。幕末には交代寄合を含め180家が存在した。

## 概要
享保4年（1719年）6月、留守居支配（留守居は老中支配）から若年寄支配の寄合となり、元文5年（1740年）には3,000石以上の旗本を全て寄合とした。
寄合の基準は以下のとおり。
- 家禄3,000石以上
- 家禄3,000石以下であっても留守居・大番頭・書院番頭・小姓組番頭の次代は寄合に入る
- 家禄3,000石以下でも交代寄合は寄合に入る[1]
- 家禄3,000石以下布衣以上の役職を務め、無役となった者は役寄合として寄合に入る
- 例外として、旧大名の金森家・本多家（本多忠央系）は寄合に入る[2]
- 例外として、仙台藩伊達家縁家である田村家[3]は寄合に入る

ただし、3,000石以上であっても表高家に属する者は寄合に入らない
寛政2年（1790年）に寄合より非役職の寄合肝煎が選出され、寄合より役職・出役への推薦・斡旋を行うようになる。小普請金にあたる、寄合御役金は100石に付き金2両の割合で8月と2月の分納であった。
旗本寄合は、寄合肝煎の調整・指示のもと、駿府加番・江戸城門番・中川御番を交代で勤務していた。

## おもな旗本寄合の一覧
※『国字分名集』（文政10年（1827年））による
- 青木家
5,000石
美濃国大野郡・石津郡・方県郡・池田郡、摂津国豊島郡・島下郡内
初代・青木可直は初め美濃で池田輝政に出仕。慶長15年（1610年）、徳川家康に召し出され、美濃国内で3,000石を拝領した。元和年間（1615年-1624年）に実兄である摂津麻田藩主青木一重より摂津国内で2,000石分知された。
- 青山家
5,500石
摂津国川辺郡・武庫郡、下総国香取郡・海上郡内
寛永20年（1643年）、摂津尼崎藩主青山幸成の次子・青山幸通が本藩より分知された。
- 青山家
5,000石
摂津国島上郡・武庫郡・川辺郡、三河国加茂郡、上野国邑楽郡・山田郡内
寛永20年（1643年）、摂津尼崎藩主青山幸成の三子・青山幸正が本藩より分知された。
- 赤松家[7]
3,000余石
上総国周准郡、上野国邑楽郡内
石野氏を名乗るが、宝永年間に赤松姓に復した。石野氏満参照。
- 秋田家
5,000石
陸奥国田村郡内
慶安2年（1649年）、陸奥三春藩主秋田俊季の次子・秋田季久が本藩より分知された。
- 秋月家
3,000石
日向国諸県郡・宮崎郡内
元禄2年（1689年）、日向高鍋藩主秋月種信の次子・秋月種封が本藩より分知された。
- 秋元家
4,000石
遠江国豊田郡内
谷村藩主・秋元泰朝の次男・秋元忠朝が徳川家光に近侍し、累進した。
- 秋山家
4,700石
駿河国駿東郡・富士郡・庵原郡・有渡郡内
甲斐武田氏旧臣。徳川家康側室妙真院（下山殿）（武田信吉生母）の実家であり、甥の秋山正重が大目付を務め累進した。
- 浅野家
3,500石
播磨国加東郡内
寛文11年（1671年）、播磨国赤穂藩主浅野長直の養子・浅野長賢[8]が本藩より分知された。
- 浅野家
新田3,000石[9]
播磨国赤穂郡内
寛文11年（1671年）、播磨国赤穂藩主浅野長直の養子・浅野長恒[10]が上記の浅野家と同時に本藩より新田分知された。[11]
- 阿部家
6,000石
上総国夷隅郡・上野国新田郡・山田郡、下野国安蘇郡内
延宝5年（1677年）、上総国大多喜藩主阿部正能の次子・阿部正明が本藩より分知された。
- 阿部家
内分廩米5,000俵[12]
正徳5年（1715年）、備後福山藩主阿部正邦の五子・阿部正容が本藩より内分分知された。
- 阿部家
3,000石
延宝5年（1677年）、上総国大多喜藩主阿部正能の三子・阿部正房が本藩より分知された。
- 有馬家
3,500石
近江国蒲生郡、武蔵国比企郡・上野国邑楽郡内
摂津三田藩主有馬則頼の三子・有馬豊長が人質として出府し、幕臣となった。
- 有馬家
内分廩米3,000俵
宝永4年（1707年）、越後国糸魚川藩主有馬一準の叔父・有馬純珍が本藩より内分分知された。
- 安藤家
7,000石
越後国刈羽郡、丹波国氷上郡内
明暦3年（1657年）、上野国高崎藩主安藤重長の次子・安藤重広が本藩より分知された。
- 安藤家
4,500余石
武蔵国児玉郡・那珂郡・榛沢郡・比企郡、上野国山田郡、下野国梁田郡・安蘇郡、近江国伊香郡内
紀伊田辺藩主安藤直次の長子・安藤重能は慶長20年（1615年）の大坂夏の陣で討ち死したが、その養嗣子・安藤直政[13]が本藩より分知された。
- 安藤家
3,000石
慶長14年（1609年）、今川氏旧臣の安藤定智が召出された。
- 池田家
7,000石
武蔵国埼玉郡、常陸国真壁郡・新治郡、下野国芳賀郡、下総国匝瑳郡・香取郡、上野国山田郡・勢多郡内
因幡国鳥取藩主池田長吉の五子・池田長賢は徳川家光に近侍し、累進した。
- 池田家[14]
3,000石
播磨国揖東郡内
寛文10年（1670年）、播磨新宮藩主池田邦照は末期養子が認められず13歳で無嗣断絶したが、池田本家の奔走により弟の池田重教に3千石で名跡相続を許された。
- 池田家
3,000石
播磨国神東郡・神西郡内
寛文6年（1666年）、播磨福本藩主池田輝澄の七子・池田政済が本藩より分知された。
- 伊沢家
3,200余石
相模国大住郡、下総国葛飾郡、上総国夷隅郡・長柄郡、下野国都賀郡・塩谷郡・那須郡内
伊沢政信が徳川秀忠の小姓より累進し書院番などを務め、加増を重ねた。
- 石川家
4,000石
駿河国富士郡・庵原郡・志太郡内
三河譜代。[15]
- 石川家
7,000石
三河国加茂郡・額田郡内
慶安4年（1651年）、近江膳所藩主石川忠総の四子・石川貞当が本藩より分知された。
- 石川家
4,000石
三河国額田郡内
慶安4年（1651年）、近江膳所藩主石川忠総の七子・石川総氏が本藩より分知された。
- 石川（大久保）家
3,000石
河内国石川郡内
貞享2年（1685年）、伊勢神戸藩主石川総良の次子・大久保忠明が本藩より分知された。[16]
- 石河家[7]
4,500余石
近江国蒲生郡、大和国添下郡、摂津国島下郡・菟原郡内
豊臣氏旧臣。関ヶ原の戦い、大坂の陣に徳川秀忠に従い、本領安堵された。
- 板倉家
8,000石
山城国綴喜郡、三河国額田郡・幡豆郡、下総国匝瑳郡・海上郡、常陸国新治郡、下野国河内郡・都賀郡内
寛永16年（1639年）、三河深溝藩主板倉重昌の次子・板倉重直が本藩より分知された。
- 伊丹氏
3,000石
上総国市原郡・武射郡内
承応3年（1654年）、甲斐徳美藩主伊丹康勝の三子・伊丹勝重が本藩より分知された。
- 一色家[17][7]
3,500石
三河国宝飯郡・設楽郡・加茂郡内
天正18年（1590年）、一色義直が徳川家康に出仕し本領安堵され交代寄合となるが、慶長12年（1607年）、子・一色照直は無嗣断絶。義直の外孫[18]・一色直氏を嗣立し、寛永16年（1639年）、徳川家光に目見えし、旗本寄合で復帰した。
- 伊東家
5,000石[19]
近江国栗太郡・甲賀郡・野洲郡・滋賀郡内
日向飫肥藩主伊東祐慶の次子・伊東祐豊は家光の小姓となって2000俵を与えられ、寛永13年（1636年）、本藩より3,000石を分知され合わせて5千石。元禄2年（1689年）、2代祐賢 が采地3千石分を廩米に改められたが、綱吉の小姓を忠勤し、元禄10年（1697年）の元禄地方直により、近江国内に5千石の采地に改められ、拝領した。
- 稲葉家
新田3,000石
駿河国駿東郡、武蔵国久良岐郡内
天和3年（1683年）、相模小田原藩主稲葉正則の四子・稲葉正辰が本藩より新田分知された。
- 井上家
5,000石
常陸国筑波郡・新治郡・真壁郡内
寛永5年（1628年）、遠江横須賀藩主井上正就の次子・井上正義が本藩より分知された。
- 井上家
4,000石
丹波国氷上郡、常陸国真壁郡、遠江国城東郡内
徳川氏家臣・井上清秀の子・井上重成は幼児より徳川家康に仕えた。一時、勘気を受けたが、寛永2年（1625年）に召し出された。
- 上田家
5,000石
近江国野洲郡、武蔵国高麗郡内
丹羽氏・豊臣氏旧臣。寛永9年（1632年）上田宗箇が出仕を望まれたが固辞し、代わりに長男の重秀が召出された。
- 大岡家
3,000石
武蔵国足立郡、上総国山辺郡・長柄郡、近江国浅井郡内
徳川氏譜代。初代は大岡清勝。3代、大岡清重が勘定頭を務めた。
（大岡忠相・大岡忠光を輩出した藤原姓大岡氏とは別系統。こちらは清和源氏新田氏流里見氏庶家大井田氏族）。
- 大草家
3,500石
遠江国榛原郡・豊田郡・山名郡・城東郡、駿河国志太郡内
初代・大草高正[20]の義母・大草局[21]の縁で徳川家光の抱守を務め、700石。2代・大草高盛は累進し800石、後に1,000石加増され、さらに3代・大草高忠が1,000石加増され、寄合に列した。
- 大久保家
6,000石
駿河国庵原郡・益津郡、武蔵国比企郡、上野国山田郡、下野国足利郡・梁田郡内
大久保忠世の四子・大久保忠成が大坂の陣の功により加増された。
- 大久保家
内分廩米6,000俵
正徳3年（1713年）、相模小田原藩主大久保忠増の八子・大久保教保が本藩より内分分知された。
- 大久保家
5,000石
武蔵国幡羅郡・大里郡・榛沢郡、上総国山辺郡・武射郡、下総国匝瑳郡・香取郡内
慶長19年（1614年）、大久保忠為の子・大久保忠貞が召出された。徳川家綱の傅役を務め、加増を重ねた。
- 大久保家
5,000石
上総国天羽郡・周准郡・山辺郡、武蔵国榛沢郡、上野国勢多郡・利根郡内
大久保忠隣の四子・大久保幸信が徳川秀忠に近侍し、加増を重ねた。
- 大久保家
5,000石
下野国都賀郡・河内郡内
大久保忠寛が徳川吉宗に従い、紀伊藩臣より移った。
- 大久保家
5,000石
上総国天羽郡、安房国朝夷郡、上野国利根郡、伊豆国君沢郡・賀茂郡内
大久保忠隣の三子・大久保教隆が徳川秀忠に近侍し、加増を重ねた。
- 宇津家
4,000石
下野国芳賀郡内
元禄15年（1702年）、相模小田原藩主大久保忠朝の三子・宇津教信が本藩より分知された。「宇津」は大久保氏の本姓。
- 大久保家
3,000石
遠江国城東郡、相模国淘綾郡・大住郡、武蔵国入間郡・多摩郡・荏原郡・都筑郡・埼玉郡、上野国邑楽郡、下野国安蘇郡内
初代・大久保長重が慶長8年（1603年）に召出されたが、大久保忠隣の改易に連座し、一時蟄居した。
- 大久保家
3,000石
相模国大住郡・愛甲郡・高座郡、駿河国駿東郡・富士郡内
享保15年（1730年）、駿河松長藩主大久保教寛の四子・大久保教平が本藩より分知された。
- 大島家
4,700石
美濃国賀茂郡・武儀郡、摂津国豊島郡内
慶長9年（1604年）、美濃関藩主大島光義の次子・大島光政が本藩より分知された。
- 太田家
5,000石
信濃国伊那郡内
寛文11年（1671年）、遠江浜松藩主太田資宗の三子・太田資良が本藩より分知された。
- 太田家
3,000石
遠江国城東郡、武蔵国多摩郡、相模国愛甲郡・高座郡内
徳川家宣の側室右近の方（法心院）[22]の実家。宝永3年（1706年）に法心院の弟の文次郎が2千石で召出され、のち3千石に改められた。
- 大森家
4,500石
武蔵国埼玉郡、下総国香取郡、常陸国茨城郡、下野国芳賀郡内
相模国旧族。佐久間勝之[23]の養子となっていた頼照[24]が関ヶ原の戦いの戦功により徳川氏へ帰参し、旧姓に復した。2代・大森頼直は徳川家綱の傅役を務めた。
- 小笠原家
7,000石
安房国平郡・安房郡・長狭郡・朝夷郡、相模国高座郡・大住郡・足上郡・足下郡・淘綾郡、上野国甘楽郡・勢多郡・新田郡内
徳川吉宗に従い、紀伊藩臣より移った。
- 小笠原家
新田5,000石
豊前国宇佐郡・下毛郡内
元禄7年（1694年）、豊前中津藩世嗣小笠原長章の次子・小笠原長宥が本藩より新田分知された。
- 小笠原家
5,000石
安房国朝夷郡、上総国望陀郡･市原郡、下総国香取郡、伊豆国君沢郡内
高天神小笠原氏の小笠原政登が徳川吉宗に従い、紀伊藩臣より移った。
- 小笠原家
4,500石
常陸国河内郡・筑波郡、伊勢国安芸郡・河曲郡内
高天神小笠原氏の小笠原胤次が徳川吉宗に従い、紀伊藩臣より移った。
- 小笠原家
3,000石
三河国碧海郡・幡豆郡内
寛文3年（1663年）、三河吉田藩主小笠原忠知の三子・小笠原長定が本藩より分知された。
- 岡田家
5,300石
美濃国大野郡内
織田氏・佐々成政・豊臣氏旧臣。岡田善同が慶長5年（1600年）に召出された。二代岡田善政は美濃郡代を務めた。
- 岡野家
3,000石
駿河国有渡郡内
板部岡江雪斎の子の岡野房次が徳川家宣に従い、甲府藩臣より移った。
- 岡部家
4,500石
上総国夷隅郡・長柄郡・埴生郡・武射郡・市原郡。下総国匝瑳郡、上野国邑楽郡・勢多郡内
初代・岡部輿賢[25]は徳川秀忠に、2代・勝政は徳川家綱に近侍した。
- 岡部家
3,000石[26]
三河国宝飯郡・額田郡・幡豆郡内
初代・岡部定直[27]は甲府藩[28]御附家老より移った。
- 岡部家
内分廩米3,000俵
元文5年（1740年）、和泉岸和田藩主岡部長敬の三子・岡部長皓が本藩より内分分知された。
- 奥田家
3,300石
下野国梁田郡、大和国山辺郡、近江国蒲生郡、上野国山田郡内
織田氏・豊臣氏旧臣。奥田忠高が関ヶ原の戦い後に2800石で召出された。子の奥田忠次が大坂の陣で戦死し、500石加増。
- 織田家
3,000石
丹波国氷上郡
慶安3年（1650年）、丹波柏原藩主織田信包の四子・織田信当が本藩主で甥の織田信勝の無嗣除封に伴い、名跡相続した。
- 小田切家
3,500石
摂津国島下郡・島上郡、武蔵国橘樹郡、上総国市原郡・武射郡・長柄郡・山辺郡、下総国香取郡・豊田郡、上野国山田郡・新田郡・吾妻郡、下野国芳賀郡内
甲斐武田氏旧臣。初代・小田切光猶は徳川家康に近侍した。
- 小浜家
6,000石
越後国蒲原郡内
水軍。初代・小浜景隆以来、徳川氏船手頭を務めた。
- 甲斐庄家
4,000石
河内国錦部郡、武蔵国都筑郡、上野国山田郡、相模国大住郡内
河内国旧族。徳川氏に仕えて関東入国に従った。大坂の陣の戦功によって、出自の地の河内国錦部郡2,000石を拝領した。4代・甲斐庄正親のとき、累進して家禄4,000石に達した。
- 片桐家
3,000余石
大和国添下郡内
寛永4年（1627年）、大和小泉藩主片桐貞高の次子・片桐貞晴が本藩より分知された。
- 勝田家
3,000石
武蔵国多摩郡、常陸国筑波郡、相模国高座郡・大住郡内
徳川家継生母・月光院[29]の養家の縁戚・義兄が宝永5年（1708年）12月、3百俵で幕臣となり、翌年7百石を加増、正徳2年（1712年）に3千石。[30]
- 加藤家
3,600余石
美濃国池田郡・大野郡・不破郡内
豊臣氏旧臣。関ヶ原の戦いに東軍に味方し、本領安堵された。
- 加藤家
3,000石
上野国邑楽郡・山田郡・下野国梁田郡内
延宝2年（1674年）、伊予大洲藩主加藤泰興の三子・加藤泰茂が本藩より分知された。
- 金森家
廩米1,500俵
旧・美濃八幡藩主金森家名跡。金森頼錦は改易となり子らも士籍剥奪されたが、明和3年（1766年）に子らは赦免され、天明8年（1788年）、頼錦六男の金森頼興が旗本として再興を許された。
- 金田家
3,000石
美濃国各務郡・賀茂郡内
徳川綱吉に従い、上野国館林藩臣より移った。
- 金田家
3,000石
武蔵国比企郡・入間郡内
初代の金田正明は徳川綱吉に近侍して累進した。
- 亀井家
3,000石
石見国美濃郡内
寛文5年（1665年）、石見津和野藩主亀井政矩の弟の亀井経矩が本藩より分知された。
- 木下家
3,000石
近江国野洲郡・栗太郡内
元和3年（1617年）、高台院養子・木下利次[31]が召出され、高台院の領地を相続した。
- 久貝家
3,500石
河内国交野郡・讃良郡、武蔵国比企郡・入間郡内
駿河国今川氏旧臣。初代の久貝正俊は徳川家康に仕えて、使番・大坂町奉行など歴任した。
- 久世家
5,100余石
駿河国駿東郡・富士郡、三河国加茂郡内
三河譜代。初代・久世広宣が徳川家康の先手として数々の武功を挙げた。
- 久世家
5,000石
下野国都賀郡、下総国相馬郡内
享保5年（1720年）、下総国関宿藩主久世重之の五子・久世広籌が本藩より分知された。
- 久世家
新田3,500石
下野国那須郡、上野国吾妻郡、武蔵国久良岐郡内
延宝7年（1679年）、下総国関宿藩主久世広之の養子・久世広次[32]が本藩より新田分知された。
- 朽木家
6,000石
近江国蒲生郡内
寛文元年（1661年）、常陸国土浦藩主朽木稙綱の次子・朽木則綱が本藩より分知された。
- 朽木家
3,000余石
近江国高島郡・栗太郡内
寛永9年（1632年）、交代寄合旗本朽木元綱[33]の次子・朽木友綱が父の隠居料を分知された。
- 小出家
5,000石
和泉国大鳥郡・河内国錦郡
正徳2年（1712年）、甲府藩附家老小出有仍[34]の次子・小出尹従が父の遺跡相続をした。
- 高力家
3,000石
下総国匝瑳郡・海上郡内
肥前島原藩主高力高長（隆長）は寛文8年（1668年）に改易となり子らも蟄居となったが、高長の死後、嫡子・高力忠弘は赦され[35]天和3年（1683年）10月25日に蔵米2000俵で旗本となった。のち小姓組番頭となって1000石を加増され下総国内に3千石[36]。
- 高力家
3,000石
出羽国村山郡内
明暦2年（1656年）、肥前島原藩主高力忠房の三子・高力政房（上記高長（隆長）の弟）が本藩より分知された。隆長の改易にも連座せず、出羽国村山に3千石を与えられた。この出羽国への転封を、連座処分と看做す見解もある。
- 巨勢家
5,000石
三河国宝飯郡・碧海郡・額田郡内
徳川吉宗生母の浄円院の甥であった巨勢至信が徳川吉宗将軍就任に従い、紀伊藩臣より移った。1千5百石のち5千石。
- 巨勢家
5,000石
三河国加茂郡・設楽郡・額田郡・宝飯郡内
徳川吉宗生母の浄円院の弟であった巨勢由利が徳川吉宗将軍就任に従い、紀伊藩臣より移る。駿河国3千5百石。数代のちに三河国へ移封され5千石。
- 小堀家
5,000石
伊豆国田方郡・君沢郡、武蔵国葛飾郡、常陸国新治郡内
小堀政一の側室で初代・小堀政貞の生母の三沢局は徳川家綱の乳母を務めた。2代・小堀政方が累進し加増を重ねた。
- 小堀家
3,000石
大和国宇智郡・葛上郡・備中国後月郡、近江国浅井郡内
慶長9年（1604年）、備中松山藩主小堀正次の次子・小堀正行が本藩より分知され、従前の所領と合わせて寄合に列した。
- 近藤家
5,400余石
遠江国引佐郡・長上郡・豊田郡、相模国大住郡・愛甲郡内
三河譜代。旧・遠江井伊谷藩主家。
- 近藤家
5,000石
遠江国引佐郡・豊田郡・麁玉郡、相模国愛甲郡・大住郡内
寛永8年（1631年）、本家・近藤秀用の遺領を近藤用将[37]が本家より分知された。
- 近藤家[7]
4,300石
信濃国伊那郡内
近藤藩1万石を領した近藤政成[38]が没し、嗣子近藤重直が幼少により半知減封され交代寄合となった。重直の死後、子の近藤重信が4,300石を相続し、弟の近藤重興に700石を分知して4,300石となった。4代・近藤政徳のときに寄合に移った。
- 近藤家
3,000石
遠江国引佐郡・敷知郡・長上郡・豊田郡・佐野郡内
寛永元年（1624年）、交代寄合旗本近藤用可[39]の長子・近藤用行が2,000石を分知された。寛永8年（1631年）、祖父・近藤秀用の遺領のうち400石を分知された。寛永10年（1633年）、500石を加増され、新田を加えて3,000石となった。
- 三枝家
7,500石
近江国神崎郡・蒲生郡・野洲郡。武蔵国入間郡・葛飾郡・比企郡内
甲斐武田遺臣。三枝昌貞（守友）の子の三枝守吉が徳川氏に仕えた。2代三枝守恵は徳川家光の寵愛を受け、家光逝去の際に殉死した。
- 三枝家
6,500石
陸奥国岩瀬郡、伊豆国賀茂郡内
甲斐武田遺臣。三枝昌吉[40]が徳川氏に仕える。2代・三枝守昌は安房国内に1万石を領して大名となるも、寛永17年（1640年）、その子・三枝守全は弟の諏訪頼増に3千石を分知し[41]、この分割相続によって三枝家は再度、旗本寄合となった。
- 西郷家
5,000石
近江国甲賀郡・坂田郡・浅井郡・高島郡内
三河譜代。元禄6年（1693年）、下野上田藩主西郷寿員が不行跡により減封され、旗本寄合となった。
- 斎藤家
6,000石
近江国栗太郡・野洲郡内
斎藤利三の五男であった斎藤三存が徳川氏に仕えた。2代の斎藤三友は徳川家光の乳母の春日局（利三の娘）の甥にあたるため、その縁で累進し、寄合に列した。
- 斎藤家
5,000石
常陸国真壁郡内
美濃国旧族。初代の斎藤宗利は斎藤利三の三男であり、春日局の兄。宗利は加藤清正に仕えていたが、清正死後に出奔し、浪人であったところを妹の縁故により寛永6年（1629年）、召出された。
- 酒井家
7,000石
近江国高島郡・野洲郡・栗太郡・甲賀郡内
寛永4年（1627年）、武蔵川越藩主酒井忠利の次子・酒井忠吉が本藩より分知された。
- 酒井家
5,500石
武蔵国児玉郡・榛沢郡、下総国香取郡、駿河国駿東郡・富士郡・有渡郡・庵原郡内
酒井重忠の子で初代の酒井忠正は徳川秀忠に近侍し、元和3年(1617年)に1千5百石、のち加増され4千5百石を領した。曾孫の酒井忠英（忠隆？）が駿府城代を務め加増され、5千5百石。
- 酒井家
5,000石
武蔵国葛飾郡、相模国高座郡・大住郡、上総国武射郡、安房国長狭郡・朝夷郡内
元禄3年（1690年）4月、改易された旧・駿河田中藩主酒井忠能が赦免され廩米2,000俵、同年8月に5,000石で旗本寄合に復帰した。
- 酒井家
5,000石
伊豆国田方郡、武蔵国新座郡・入間郡、上総国周准郡・市原郡・埴生郡。下総国香取郡・相馬郡内
寛永4年（1627年）、武蔵川越藩主酒井忠利の三男の酒井忠重が本藩より分知された。
- 酒井家
3,000石
伊豆国田方郡、武蔵国葛飾郡・比企郡・埼玉郡・足立郡内
天和3年（1683年）、安房勝山藩主酒井忠国の次子・酒井忠成が本藩より分知された。
- 酒井家
3,000石
安房国平郡・武蔵国埼玉郡内
安房勝山藩分家。
- 酒井家
内分廩米3,000俵
寛政6年（1794年）、初代の酒井忠恕[42]が出羽松山藩主酒井忠崇より内分分知された。
- 酒井家
新田3,000石
越前国敦賀郡内
天和2年（1682年）、若狭小浜藩主酒井忠直の五子・酒井忠垠が本藩より新田分知された。
- 佐藤家
3,200石
大和国十市郡・摂津国島下郡・武庫郡、近江国高島郡、美濃国賀茂郡内
美濃国旧族。伊深佐藤氏の佐藤継成が関ヶ原の戦い後に本領安堵、のち累進された。
- 佐野家
4,000石
下野国安蘇郡・都賀郡、下総国香取郡、相模国高座郡・大住郡
初代・佐野公當妻は徳川綱吉生母の桂昌院の義妹であり、さらに2代の佐野勝由[43]妻は桂昌院の姪。この縁で累進した。
- 佐野家
3,500石
下野国足利郡、丹波国氷上郡内
下野国旧族。初代・佐野久綱は旧・下野佐野藩嫡子[44]。佐野藩は慶長19年（1614年）、伊予宇和島藩主富田信高に連座して改易になった。元和8年（1622年）赦免。寛永15年（1638年）、召出され50人扶持。寛永17年（1640年）、廩米3,000俵となり、弟の佐野公當に廩米1,000俵を分知した。
- 柴田家
5,500石
丹波国船井郡・氷上郡・何鹿郡内
三河譜代。柴田康忠は徳川家康に従い、武功を重ねた。康忠の子の柴田康長は慶長18年（1613年）に内訌により改易となるが、元和9年（1623年）赦免された。寛永元年（1624年）、武蔵国内3,000石で旗本寄合に復帰した。
- 柴田家
3,000余石
三河国額田郡・宝飯郡内
織田氏旧臣。柴田勝家の孫・柴田勝重[45]が慶長4年（1599年）に召出された。
- 渋谷家
3,000石
下野国都賀郡内
渋谷良信が徳川吉宗の将軍就任に従い、紀伊藩臣より幕臣に移った。小姓組番頭や側衆を務め、吉宗の直話を筆記した「柳営夜話」を記した。
- 島津家
3,000石
日向国那珂郡内
元禄3年（1690年）、日向佐土原藩主島津久寿が隠居後に分知され、幕臣となった。
- 新庄家
3,000石
常陸国行方郡・信太郡・新治郡・河内郡、下野国芳賀郡内
慶長18年（1613年）、常陸麻生藩主新庄直頼の四子・新庄直房が本藩より分知された。
- 神保家[7]
6,000石
大和国高市郡
畠山氏・豊臣氏旧臣。紀伊国神保氏の神保相茂が関ヶ原の戦いに東軍として参陣し、本領安堵された。のちさらに1千石加増された。
- 菅沼家
3,000石
三河国設楽郡・八名郡内
正保4年（1647年）、丹波亀山藩主菅沼定昭は無嗣除封となった。慶安元年（1648年）、弟・菅沼定実[46]が名跡相続した際、弟・菅沼定賞に3,000石を分知した。
- 杉浦家
8,000石
丹波国桑田郡・何鹿郡・氷上郡、相模国鎌倉郡・大住郡・高座郡内
初代・杉浦正友が徳川家康・秀忠に仕えた。納戸頭・勘定頭を歴任し、加増を重ねた。
- 杉浦家
3,500石
駿河国富士郡、遠江国佐野郡内
徳川綱吉の将軍就任に従い、上野国館林藩臣より移った。
- 菅谷家
4,500石
遠江国山名郡・豊田郡内
常陸小田氏旧臣。文禄元年（1593年）に菅谷政貞の子範政が召出された。
- 諏訪家
5,000石
三河国幡豆郡内
徳川家宣の将軍就任に従い、甲府藩臣より移った。
- 関家
5,000石
近江国蒲生郡内
元和4年（1618年）、家中内訌のため改易された伯耆黒坂藩主関一政の養子・関氏盛[47]が名跡相続した。
- 仙石家
6,000石
摂津国島下郡・西成郡、河内国渋川郡・大県郡、近江国浅井郡、上総国武射郡内
4000石の旗本仙石久邦が伏見奉行となり、近江国に2,000石を加増された。
- 曽我家
6,500石
駿河国庵原郡、美濃国方県郡、相模国高座郡、遠江国佐野郡内
元は室町幕府奉公衆。幕臣であったが、上野国館林藩主の徳川綱吉に附属されるが、綱吉の将軍就任と共に幕臣に復帰した。
- 高井家
6,000石
武蔵国多摩郡、相模国大住郡・愛甲郡・足上郡、上野国群馬郡・甘楽郡内
徳川吉宗の将軍就任に従い、紀伊藩臣より移った。
- 高井家
3,000石
上野国緑野郡・那波郡、下野国安蘇郡・都賀郡内
徳川吉宗に従い、紀伊藩臣より移る。文化2年（1805年）に1,000石加増され、寄合に列する。
- 高木家
5,000石
近江国甲賀郡、山城国相楽郡内
三河譜代。初代・高木守久、2代・高木守勝が大目付を務め、加増を重ねた。
- 高木家
4,000石
遠江国豊田郡・榛原郡・周智郡内
三河譜代。初代・高木広正は武功を重ねる。広正、2代・高木正綱は忍城番を務めた。
- 滝川家
4,000石
近江国浅井郡・坂田郡・蒲生郡内
常陸片野藩主滝川正利[48]は病気を理由に所領返上を申し出て減封。2,000石の旗本となったが、4代・滝川利錦[49]が累進し、寄合に列した。
- 武田家
5,300余石
丹波国桑田郡・船井郡・天田郡・何鹿郡・氷上郡内
甲斐武田氏旧臣。初代・信俊[50]、2代・信雄まで川窪姓。
- 田村家
廩米700俵→2000俵
陸奥岩沼藩主田村宗良の三子・田村顕寛[51]が、元禄7年（1694年）、兄・田村建顕より廩米700俵を内分され、寄合に列する。幕末に田村顕彰が田安徳川家家老などを務めて万延元年（1860年）に本家の田村通顕より追加の内分分知されて2000俵。
- 筑紫家
3,000石
伊豆国賀茂郡・那賀郡、上総国山辺郡・長柄郡・夷隅郡内
筑前国旧族。筑紫広門が豊臣氏に仕えた後、関ヶ原の戦いで改易。広門の養子の主水広門が大坂の陣で功を挙げ寛永4年（1627年）に召出される。
- 津田家
6,000石
伊豆国那賀郡・君沢郡、安房国長狭郡、上総国武射郡、下総国香取郡内
松平忠直の正室・天崇院に附属して越前北庄藩・越後高田藩家老となる。寛文12年（1672年）、天崇院の死去後に幕臣へ戻った。蓮光院実家。
- 津田家[7]
3,000余石
美濃国不破郡・大野郡・安八郡・羽栗郡・可児郡、丹波国桑田郡内
初代・津田秀政[52]は織田信長に従い、滝川一益に附属した後、豊臣氏に仕える。関ヶ原の戦いに東軍に従う。
- 津田家
3,000石
三河国幡豆郡・額田郡内
徳川家宣に従い、甲府藩臣より移る。
- 土屋家
3,000石
遠江国周智郡内
土屋氏惣領家。延宝7年（1679年）、上総久留里藩主土屋直樹が発狂・不行跡で改易。子・土屋逵直が名跡相続した。
- 土屋家
3,000石
相模国愛甲郡・大住郡、上野国吾妻郡、上総国山辺郡・武射郡・長柄郡、下総国千葉郡内
初代・土屋之直[53]が徳川秀忠に近侍。
- 土屋家
内分廩米3,000俵
享保4年（1719年）、常陸土浦藩主土屋政直の養子・土屋好直[54]が本藩より内分分知される。
- 土屋家
826石
相模国愛甲郡、下総国葛飾郡、下総国千葉郡、常陸国鹿島郡
5代土屋正克が正徳4年（1714年）書院番の組頭となり、享保6年（1721年）に職を辞して寄合となる。
- 坪内家
5,500余石
美濃国各務郡・羽栗郡・上野国新田郡・邑楽郡、安房国平郡内
織田氏旧臣。坪内利定が関ヶ原の戦い後、本領安堵される。鉄砲頭の家系。
- 妻木家
3,000余石
美濃国土岐郡・可児郡、相模国愛甲郡・大住郡、上野国新田郡内
松平忠吉旧臣。2代・妻木重直は勘定奉行を務め、加増。万治元年（1658年）妻木頼次が没すると嗣子が無く妻木氏嫡流は断絶、改易となった。
- 土井家
5,000石
下野国足利郡、武蔵国埼玉郡、下総国岡田郡・豊田郡内
延宝5年（1677年）、下総大輪藩主土井利直の養子・土井利良[55]が名跡相続した。
- 藤堂家
5,000石
大和国高市郡・丹波国氷上郡、武蔵国埼玉郡内
旗本藤堂家の分家。寛永6年（1629年）、本家より分知される。2代・藤堂嘉直が加増を重ねる。
- 遠山家[7]
6,500余石
美濃国恵那郡・土岐郡内
美濃国旧族。織田氏旧臣。慶長8年（1603年）、召出される。
- 戸川家
3,000石
備中国都宇郡内
寛永5年（1628年）、備中庭瀬藩主戸川達安の三子・戸川安尤が本藩より分知された。早島戸川家。
- 戸川家
3,000石
備中国窪屋郡・都宇郡内
寛永5年（1628年）、備中庭瀬藩主戸川達安の四子・戸川安利が本藩より分知された。帯江戸川家。
- 土岐家
4,000石
武蔵国多摩郡・葛飾郡・埼玉郡、上野国邑楽郡・新田郡、安房国安房郡・朝夷郡、近江国野洲郡内
常陸土岐氏（原氏）の土岐朝治が徳川吉宗に従い、紀伊藩臣より移る。4代・土岐朝旨のとき加増される。
- 土岐家
内分3,500石
下総国相馬郡内
享保6年（1721年）、上野沼田藩主土岐頼殷の次子・土岐頼郷が本藩より内分分知される。
- 戸田家
7,000石
下総国千葉郡・印旛郡、河内国志紀郡・丹北郡内
寛文12年（1672年）、下総佐倉藩主戸田忠昌の五子・戸田忠章が本藩より分知される。
- 戸田家
6,000余石
武蔵国児玉郡・那賀郡・賀美郡、上野国群馬郡内
三河譜代。初代・戸田重元が長篠の戦いで功あり。
- 戸田家[7]
5,000石
美濃国本巣郡・席田郡内
寛文8年（1668年）、美濃加納藩主戸田光重の次子・戸田光正が本藩より分知される。
- 戸田家[7]
5,000石
美濃国本巣郡・席田郡内
寛文8年（1668年）、美濃加納藩主戸田光重の三子・戸田光直が本藩より分知される。
- 戸田家
内分廩米5,000俵
享保7年（1722年）、美濃大垣藩主戸田氏定の三子・戸田定浩が本藩より内分分知される。
- 戸田家
新田3,500石
美濃国大野郡内
明暦元年（1655年）、美濃大垣藩主戸田氏鉄の六子・戸田氏照が本藩より新田分知される。
- 富田家
7,000石
武蔵国多摩郡・男衾郡・比企郡・埼玉郡、下野国梁田郡・足利郡・都賀郡・芳賀郡内
富田信高の次男・知儀が、館林藩主時代の徳川綱吉に仕え、綱吉の将軍就任により幕臣500俵。2代・富田知郷は綱吉に寵愛され加増を重ね7千石。
- 内藤家
5,700石
武蔵国埼玉郡、上野国山田郡、下野国安蘇郡内
初代・内藤正重[56]は天正18年（1590年）に召出される。
- 内藤家
5,000石
近江国甲賀郡内
初代・内藤忠清は徳川家綱に近侍。
- 内藤家
新田5,000石
駿河国富士郡・駿東郡内
寛文11年（1671年）、陸奥棚倉藩主内藤信照の三子・内藤信全が本藩より新田分知される。
- 永井家
7,000石
河内国君江郡・茨田郡・交野郡内
万治元年（1658年）、山城淀藩主永井尚政の四子・永井直右が本藩より分知される。
- 永井家
3,400石
武蔵国埼玉郡、上総国市原郡・長柄郡内
初代・永井直貞[57]は徳川家光の小姓を務める。
- 永井家
3,000余石
上総国武射郡、下総国匝瑳郡、相模国鎌倉郡、下野国芳賀郡内
初代・永井白元が文禄3年（1595年）に召出される。
- 中西家
3,000石
下野国都賀郡・河内郡、常陸国真壁郡内
大和筒井氏旧臣。
- 中根家
6,000石
上総国武射郡・周准郡、下総国匝瑳郡・香取郡、上野国山田郡、下野国梁田郡、武蔵国埼玉郡・芳賀郡・男衾郡・多摩郡内
三河譜代。2代・中根正成は大坂の陣で武功を挙げ、加増を重ねた。
- 中坊家
4,000石
大和国吉野郡、上野国邑楽郡、下野国安蘇郡内
大和国旧族。松永久秀、豊臣秀長・秀保、筒井定次旧臣。慶長7年（1602年）中坊秀祐が本領安堵。奈良奉行の家系。
- 永見家
3,000余石
上総国夷隅郡・市原郡、相模国大住郡、上野国邑楽郡、下野国梁田郡、丹波国氷上郡内
初代・永見勝定は弓頭を務める。
- 中山家
3,000石
武蔵国多摩郡、上総国武射郡・市原郡・長柄郡、下総国千葉郡・香取郡内
小田原北条氏旧臣。初代・中山照守は高麗八条流馬術の使い手。
- 鍋島家
5,000石
遠江国周智郡・豊田郡・山名郡・佐野郡・城東郡・榛原郡、三河国額田郡・設楽郡・宝飯郡内
初代・鍋島忠茂は元・肥前鹿島藩主。2代・鍋島正茂は本藩・佐賀藩と不和になり、領知を返上し旗本寄合に転じた。
- 西尾家
4,500石
美濃国大野郡・賀茂郡内
美濃揖斐藩主西尾光教の養子・西尾氏教[58]が本藩より分知される。
- 蜷川家
5,000石
山城国綴喜郡、下総国岡田郡・豊田郡、常陸国真壁郡、上野国群馬郡、相模国鎌倉郡内
旧室町幕臣。七代・蜷川親交のとき、加増され寄合に列する。
- 根来家
3,400石
近江国蒲生郡、大和国宇智郡内
和泉国旧族。天正13年（1585年）、根来盛重が根来衆を率いて徳川氏へ臣従し、成瀬正成組下の根来組同心となる。
- 能勢家[7]
4,000石
摂津国能勢郡、近江国栗太郡・野洲郡、伊勢国朝明郡内
摂津国旧族。能勢頼次が関ヶ原の戦いで東軍に味方し、本領安堵。
- 長谷川家
4,000余石
遠江国城東郡・山名郡・豊田郡内
初代・長谷川正吉は徳川秀忠に近侍し、加増を重ねる。
- 長谷川家
3,100石
摂津国島下郡、備中国窪屋郡内
寛永9年（1632年）、初代・長谷川守勝が父・長谷川守知[59]の遺領を分知される。後に本家が無嗣断絶し、その名跡を継ぐ。
- 服部家
3,000余石
遠江国敷知郡・長上郡内
伊賀服部惣領家。天正10年（1582年）、徳川家康の伊賀越えに従う。
- 花房家
6,200余石
備中国都宇郡・賀陽郡内
備前宇喜多氏旧臣。家中内訌により、徳川氏に従う。初代は花房職之。
- 花房家[7]
5,000石
遠江国豊田郡・周智郡内
備前宇喜多氏旧臣。家中内訌により、徳川氏に従う。初代は花房正成。
- 林家
3,900石
山城国・和泉国・武蔵国内
儒官。大学頭家。林羅山の子孫となる。
- 彦坂家
3,000石
河内国河内郡、武蔵国埼玉郡、相模国鎌倉郡、上野国山田郡、下野国安蘇郡内
三河譜代。彦坂光正の系。
- 久永家
4,000石
三河国碧海郡・加茂郡内
初代・久永重章が徳川家光に近侍。
- 久永家
3,200石
武蔵国児玉郡、上野国佐位郡・新田郡・邑楽郡、下野国安蘇郡、常陸国信太郡・河内郡内
初代・久永重勝は弓術の名人。
- 一柳家
5,000石
播磨国美嚢郡内
正保2年（1645年）、伊予西条藩主一柳直重の次子・一柳直照が本藩より分知される。
- 平岡家[7]
5,000石
美濃国羽栗郡・中島郡・武蔵国入間郡・比企郡・埼玉郡・葛飾郡、上野国新田郡、下野国塩谷郡、下総国相馬郡内
美濃徳野藩名跡。平岡頼重に1千石。のち加増。
- 藤枝家
4,500石
武蔵国および相模国内
京都町人の弥市郎の娘が徳川家光の側室（順性院）となり徳川綱重の生母となったため、士分に取り立てられて岡部八左衛門重家と名乗り、のちに甲府藩主となった綱重の家老となり藤枝重家と改名した。藤枝方教の代で綱重の子の徳川家宣が将軍に就任した際に藩家臣団は幕臣として吸収され、藤枝家は4500石の大身旗本となった。のち藤枝教行の代の天明5年（1785年）に改易。
- 藤懸家
4,000石
丹波国何鹿郡内
織田氏・豊臣氏旧臣。慶長5年（1600年）藤掛永勝が関ヶ原の合戦で領地半減し6千石。その後も分知で所領減。
- 船越家
5,500余石
摂津国川辺郡・豊島郡、河内国交野郡、大和国宇智郡内
淡路国旧族。船越景直が関ヶ原の戦いに東軍に味方し、本領安堵。
- 逸見家
内分廩米3,000俵
享保15年（1730年）、及び享保17年（1732年）、越後新発田藩主溝口重雄の三子・逸見元長が本藩より内分分知される。
- 北条家
3,400石→1,400石
遠江国豊田郡・周智郡・長上郡内
小田原北条氏一族[60]。嘉永7年（1854年）、1,400石に減知。文久元年（1861年）、甲府勝手小普請[61]を命ぜられる。
- 堀田家
5,000石
大和国添下郡、河内国志紀郡、近江国甲賀郡、上野国邑楽郡、下野国安蘇郡内
織田氏・豊臣氏旧臣。関ヶ原の戦いに東軍に味方し、本領安堵。初代は堀田一継。
- 堀田家
4,200石
近江国甲賀郡、大和国添下郡内
堀田一継の弟・堀田一純が父・堀田一縄の隠居料を分知される。
- 堀田家
3,000石
下野国安蘇郡・都賀郡内
元禄元年（1688年）、堀田正矩が兄・堀田正親[62]の名跡を継ぐ。
- 堀家
3,000石
常陸国真壁郡、下総国香取郡、上総国武射郡内
元和7年（1621年）、初代・堀直政[63]が召出され、徳川家光の小姓を務める。
- 本多家
9,000石
三河国碧海郡・安房国安房郡、伊豆国加茂郡・田方郡、上総国武射郡・周准郡内
初代・本多忠相[64]のとき累進し、加増を重ねる。元治元年（1864年）、高直しによって三河西端藩となり諸侯に列する。
- 本多家
7,000石
三河国加茂郡、丹波国氷上郡内
元禄2年（1689年）、三河足助藩主本多忠周が3,000石減知される。元禄15年（1702年）に、小普請役より旗本寄合に列する。
- 本多家
4,500石
下野国都賀郡内
寛永20年（1643年）、本多政朝[65]が下野榎本藩主本多犬千代の名跡を継ぐ。
- 本多家[7]
4,200余石
遠江国城東郡、伊豆国君沢郡内
正保2年（1645年）、三河岡崎藩主本多忠利の長子・本多助久が本藩より分知される。
- 本多家
3,200石
越前国坂井郡・吉田郡・南条郡内
寛永3年（1626年）、越前丸岡藩主本多成重の次子・本多重看が本藩より分知される。
- 本多家
3,000石
安房国朝夷郡、遠江国山名郡、下野国塩谷郡内
旧・下野宇都宮藩主本多正純の名跡。正純の子・本多正勝の次子・本多正之が寛文4年（1664年）に赦免される。
- 本多家
廩米500俵
旧・遠江相良藩主本多兵庫家名跡。明和5年（1768年）赦免。天明8年（1788年）、本多忠央の養子・本多忠由[66]が再興。
- 蒔田家
7,700余石
備中国賀陽郡、摂津国八部郡、河内国大県郡内
豊臣氏旧臣。寛永13年（1636年）、備中浅尾藩主蒔田定正が分知により旗本寄合となる。文久3年（1863年）、高直しにより諸侯に列する。
- 蒔田家
3,700石
山城国久世郡、摂津国豊島郡、備中国窪屋郡・浅口郡・賀陽郡内
寛永13年（1636年）、備中浅尾藩主蒔田定正の三子・蒔田長広が本藩より分知される。
- 牧野家
6,000石
越後国蒲原郡内
寛永11年（1634年）、越後長岡藩主牧野忠成の四子・牧野定成が本藩より分知される。文久3年（1863年）、高直しにより諸侯に列する。
- 牧野家
3,000石
駿河国駿東郡・富士郡、下野国足利郡内
豊臣秀次・石田三成旧臣。三河牧野氏一族。牧野成里が慶長8年（1603年）に召出される。
- 松下家
3,000石
伊豆国田方郡、上総国山辺郡・武射郡・夷隅郡・長柄郡内
万治元年（1658年）、陸奥三春藩主松下長綱の次子・松下長光が名跡相続する。
- 久松松平家
5,000石
下総国千葉郡・印旛郡、下野国芳賀郡・足利郡内
延宝4年（1676年）、伊予今治藩主松平定時の三子・松平定昌が本藩より分知される。
- 久松松平家[7]
5,000石
信濃国小県郡・佐久郡内
寛永元年（1624年）、信濃小諸藩主松平憲良の兄・松平忠利が本藩より分知される。
- 久松松平家
500石・内分廩米2,500俵
下野国安蘇郡、上野国邑楽郡・山田郡内
延宝2年（1674年）、松平定澄[67]が本家・伊予松山藩主松平定直より内分分知される。
- 五井松平家
5,500余石
遠江国長上郡・豊田郡・引佐郡・周智郡内
五井松平氏惣領家。
- 深溝松平家
4,500石
美濃国方県郡・山県郡・武儀郡内
初代は松平忠冬。累進し、加増を重ねた。
- 深溝松平家
3,000石
相模国高座郡、上野国山田郡・那波郡、下野国梁田郡、河内国若江郡内
初代・松平忠政[68]は関ヶ原の戦い後に江戸城西丸留守居を務める。保母松平氏。
- 大給松平家
5,000石
近江国蒲生郡内
元禄3年（1690年）、肥前唐津藩主松平乗春の次子・松平乗興が本藩より分知される。
- 大給松平家
3,000石
越後国蒲原郡内
正保3年（1646年）、三河奥殿藩主松平乗次の義兄・松平乗真が本藩より分知される。
- 形原松平家
4,000石
駿河国富士郡・駿東郡内
寛永15年（1638年）、下総佐倉藩主松平家信の四子・松平氏信が本藩より分知される。
- 能見松平家
3,000石
豊後国国東郡内
寛永20年（1643年）、豊前龍王藩主松平重直の次子・松平重長が本藩より分知される。
- 藤井松平家
5,000石
信濃国更級郡内
享保13年（1728年）、信濃上田藩主松平忠周の五子・松平忠容が本藩より分知される。
- 藤井松平家
5,000石
大和国添下郡・平群郡内
万治2年（1659年）、播磨明石藩主松平忠国の三子・松平信重が本藩より分知される。
- 長沢・大河内松平家
5,000石
遠江国山名郡・周智郡・豊田郡・佐野郡内
寛文12年（1672年）、武蔵川越藩主松平信綱の四子・松平信定が本藩より分知される。
- 長沢・大河内松平家
3,500石
三河国幡豆郡内
慶安元年（1648年）、相模玉縄藩主松平正綱の五子・松平正朝が本藩より分知される。
- 長沢・大河内松平家
新田3,000石
三河国碧海郡内
元禄3年（1690年）、相模玉縄藩主松平正信の六子・松平正基が本藩より新田分知される。
- 長沢・大河内松平家
新田3,000石
遠江国長上郡・豊田郡、三河国幡豆郡内
享保5年（1720年）、上総大多喜藩主松平正久の三子・松平正佐が本藩より新田分知される。
- 松井松平家
5,000石
陸奥国石川郡内
寛永17年（1640年）、和泉岸和田藩主松平康重の孫・松平康朗[69]が本藩より分知される。
- 松井松平家
3,000石
播磨国佐用郡内
寛永17年（1640年）、和泉岸和田藩主松平康重の三子・松平康命が本藩より分知される。
- 水野家
6,000石
大和国忍海郡・葛下郡・式下郡・宇智郡、武蔵国多摩郡、上総国市原郡、下総国葛飾郡・豊田郡、上野国山田郡、下野国安蘇郡内
織田氏・北条氏旧臣。関東入国後に召出される。初代は水野長勝[70]。
- 水野家
5,700石
大和国十市郡、河内国交野郡・丹南郡・錦郡、近江国野洲郡・栗太郡・蒲生郡・甲賀郡内
尾張国旧族。初代は水野守信。
- 水野家
新田5,000石
三河国碧海郡内
寛文4年（1664年）、駿河田中藩主水野忠善の弟・水野忠久が本藩より新田分知される。
- 水谷家
3,500石
備中国川上郡・後月郡内
元禄6年（1693年）、備中松山藩主水谷勝宗の六子・水谷勝時が無嗣断絶で改易になった本家の名跡を相続する。
- 溝口家[7]
5,000石
越後国蒲原郡内
寛永5年（1628年）、越後新発田藩主溝口宣勝の三子・溝口宣俊が本藩より分知される。
- 水上家
3,000石
上野国緑野郡、武蔵国榛沢郡、上総国望陀郡・武射郡内
甲斐武田氏旧臣。六代・水上興正のとき、加増を重ねる。
- 皆川家
5,000石
遠江国豊田郡・山名郡・周智郡内
正保2年（1645年）、常陸府中藩主皆川隆庸の次子・皆川秀隆が本藩より分知される。
- 宮城家
4,000石
遠江国城東郡・榛原郡内
近江国旧族。豊臣氏旧臣。慶長16年（1611年）に召出される。
- 室賀家
5,500石
遠江国山名郡・城東郡・佐野郡、美濃国各務郡内
徳川綱吉に従い、上野館林藩臣より移る。
- 森川家
6,000石
武蔵国埼玉郡、下総国岡田郡、常陸国信太郡、上野国山田郡、上総国山辺郡内
初代・森川重名は徳川家光・家綱に近侍し加増を重ねる。
- 八木家
4,000石
播磨国加東郡・加西郡内
但馬国旧族。豊臣氏旧臣。関ヶ原の戦い後に八木光政が召出される。
- 屋代家
廩米3,000俵
正徳2年（1712年）に失政で改易された屋代忠位（安房北条藩）名跡。正徳4年（1714年）に再興。
- 藪家
5,000石
下総国相馬郡・香取郡・結城郡、下野国河内郡・都賀郡内
藪忠通が徳川吉宗に従い、紀伊藩臣より移る。忠通は徳川家重の小姓を務めた。
- 山口家
3,000石
三河国額田郡、駿河国富士郡内
徳川家宣に従い、甲府藩臣より移る。
- 横田家
9,500石
近江国蒲生郡・甲賀郡・野洲郡・栗太郡、武蔵国比企郡・足立郡・埼玉郡、下野国塩谷郡・安蘇郡・河内郡内
甲斐武田氏旧臣。天正10年（1582年）に召出される。初代は横田尹松。
- 横山家
4,500石
下野国都賀郡内
加賀藩家老横山長知の次子・横山興知が人質として出府。慶長9年（1604年）に召出される。
- 米津家
4,000石
遠江国城東郡・山名郡、三河国宝飯郡内
貞享元年（1684年）、武蔵久喜藩主米津田盛の次子・米津田賢が本藩より分知される。
- 米倉家
3,000石
相模国大住郡、上野国碓氷郡内
元禄12年（1699年）、下野皆川藩主米倉正尹の次子・米倉昌仲が本藩より分知される。
- 渡辺家
5,000石
近江国栗太郡・甲賀郡・高島郡内
初代・渡辺茂は軍功を重ねた。
- 渡辺家
3,100石
遠江国山名郡・豊田郡内
天正19年（1591年）、初代・渡辺宗綱[71]が召出され、累進して加増を重ねる。

## 補注
1. ↑  一般的に交代寄合の家系は幕府役職に就くことはなかった。
2. ↑  宝暦8年（1758年）、美濃八幡藩主金森頼錦は郡上一揆・石徹白騒動により除封。金森家の縁戚である若年寄・本多忠央（遠江国相良藩主）は石徹白騒動に際し杉本左近の訴状を取り上げなかった不正により改易された。
3. ↑  岩沼藩主・一関藩主田村家一族
4. ↑  1年交代で大名1名、旗本2名が務めた。
5. ↑  清水門・浅草門・小石川門・市ヶ谷門・四谷門・赤坂門などの12箇所の門番、10日交代で家臣を派遣して城門を警備した。
6. ↑  小名木川の中川口に設けられた中川番所に詰め、元治元年（1864年）まで3名ずつ5日交代、以後は半月交代で往来する舟を監視した。
7. 1 2 3 4 5 6 7 8 9 10 11 12 13 14 15  交代寄合を参照
8. ↑  実父は竹谷松平清昌。長直の母が松平清昌の姉妹、という血縁関係による養子であり、長直に実子が産まれたため、嫡子候補から外れた。
9. ↑  元禄14年（1701年）、本藩改易により本田に直された
10. ↑  実父は赤穂藩家老大石良重。実母は浅野長直娘。
11. ↑  赤穂郡若狭野に居所を構え、雨内・若狭野・田井・奥野山・八洞・出・宮野尾・高野須・東後明・西後明・入野・上松・寺田を領した。若狭野浅野家。
12. ↑  重能の甥。重能の姉妹と榊原政長の子の直政が、重能の娘と縁組し婿養子となった。
13. ↑  池田氏の血縁ではあるが、下間氏。下間頼龍、池田重利の項目参照。
14. ↑  江戸の石川島の地名は、この家の屋敷があったことに由来する。
15. ↑  養嗣子総比まで大久保姓。3代総朋より石川姓に戻した。
16. ↑  幸手一色氏
17. ↑  女婿・杉浦直為の子
18. ↑  天保2年（1831年）に改易されたが、廩米300俵で名跡を許された
19. ↑  大舘晴忠の四子。大草公政の養子になる。
20. ↑  大草公政妻。徳川家光老女。
21. ↑  太田宗順の娘・お古牟の方
22. ↑  佐久間盛次の四子。柴田勝重は甥。
23. ↑  大森実頼の子・大森泰頼の曾孫。大森氏頼-実頼-泰頼-泰次-泰定-頼照-頼直。
24. ↑  岡部長盛の次子
25. ↑  後に采地を廩米に改める
26. ↑  岡部長盛の六子
27. ↑  徳川家宣
28. ↑  お喜世の方、または左京の局ともいう
29. ↑  これとは別に、月光院の義理の甥の家も1千5百石の旗本となっている。
30. ↑  備中国足守藩主木下利房の次子。初め、羽柴姓。高台院没後に復姓。豊臣氏の社稷を相続した。
31. ↑  実父は旗本寄合久世広当
32. ↑  近江国旧族。朽木氏惣領家。
33. ↑  和泉陶器藩主小出有棟の五子。叔父小出尹明の養子となった
34. ↑  延宝8年（1680年）赦免され、天和3年（1683年）5月13日に綱吉に拝謁。
35. ↑  のち忠弘は口論から殺害されたが、高力家に処分は無かった。
36. ↑  秀用の四子・近藤用義の子。父・用義は祖父に先立ち没した。
37. ↑  堀秀政の四子。近藤重勝の養子。
38. ↑  近藤秀用の次子。気賀関守。
39. ↑  三枝昌貞の弟。
40. ↑  兄弟の母親は信濃国諏訪高島藩主諏訪頼水の娘
41. ↑  酒井忠起の子。忠起の父・酒井忠英は松山藩廃嫡子。
42. ↑  松平資訓の実父
43. ↑  父・佐野信吉は富田一白の五子。
44. ↑  父は佐久間盛次の三子・柴田勝政
45. ↑  三河新城1万石を拝領したが分知したため、交代寄合旗本となった。
46. ↑  父は関盛信の子・関盛吉
47. ↑  滝川雄利の子。
48. ↑  正利の婿養子・滝川利貞の子。利錦の弟も別家1200石の旗本
49. ↑  武田晴信の弟・河窪信実の子。
50. ↑  延宝2年（1674年）、徳川家綱に初見し、以後公儀に出仕する
51. ↑  織田大和守敏定-玄蕃頭秀敏-秀重-秀政
52. ↑  上総久留里藩主土屋忠直の三子。
53. ↑  土屋逵直の次子。
54. ↑  土井利房の次子。
55. ↑  父・内藤正貞は内藤正成の子。
56. ↑  下総古河藩主永井直勝の四子。
57. ↑  光教の娘・木下大膳大夫妻の子。
58. ↑  長谷川宗仁の子。美濃国内1万石。
59. ↑  北条氏綱-為昌-綱成-氏繁-繁広-正房
60. ↑  常陸北条藩嫡子
61. ↑  堀直之の子。
62. ↑  本多康俊の次子。
63. ↑  本多犬千代の父・本多政遂弟。実父は加賀藩家老本多政重。
64. ↑  有馬一準の三子。
65. ↑  松平定政の三子。
66. ↑  父は松平定政、祖父は松平忠定
67. ↑  父は松平康政。
68. ↑  祖父は水野忠政の兄・水野成政。父は緒川城主水野成清。母・水野忠政娘は後に形原松平家広に再嫁し、松平家忠を産む。長勝は母に同行し形原で家広の養育を受けた後、織田信長・北条氏政に仕える。小田原征伐では北条氏邦配下で鉢形城に在城した。
69. ↑  渡辺守綱の子。